# Georges de Marsay
Georges de Marsay (26 avril 1743, Poitiers - 20 août 1796, Loudun), est un ecclésiastique français, député aux États généraux de 1789.

## Biographie
Entré dans les ordres, il était curé de Nueil-sur-Dive, quand le clergé du bailliage de Loudun l'élut député aux États généraux le 20 mars 1789. Favorable aux réformes, il vota pour la vérification des pouvoirs en commun, et parla, le 8 mai 1789, en faveur du délai pour la nomination des commissaires chargés de négocier avec le tiers. Il fit partie du comité des recherches.

## Sources
- « Georges de Marsay », dans Adolphe Robert et Gaston Cougny, Dictionnaire des parlementaires français, Edgar Bourloton, 1889-1891 [détail de l’édition]